# Хрель
Хрель — деревня в Новосельском сельском поселении Сланцевского района Ленинградской области.

## История
Впервые упоминается в писцовых книгах Шелонской пятины 1498 года, как деревня Хрель близ реки Руйки в Бельском погосте Новгородского уезда.
Деревня Хрель на реке Хрелке упоминается на карте Санкт-Петербургской губернии Ф. Ф. Шуберта 1834 года.

ХРЕЛЬ — деревня принадлежит ведомству Павловского городового правления, число жителей по ревизии: 49 м. п., 49 ж. п. (1838 год)

ХРЕЛЬ— деревня Павловского городового правления, по просёлочной дороге, число дворов — 14, число душ — 46 м. п. (1856 год)

ХРЕЛЬ — деревня Павловского городового правления при колодце, число дворов — 15, число жителей: 48 м. п., 50 ж. п. (1862 год) 

В XIX — начале XX века деревня административно относилась к Константиновской волости 1-го земского участка 1-го стана Гдовского уезда Санкт-Петербургской губернии.
Согласно Памятной книжке Санкт-Петербургской губернии 1905 года деревня образовывала Хрельское сельское общество.

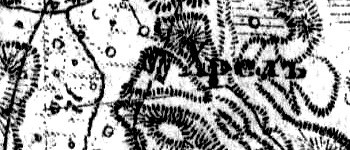
Деревня Хрель на карте 1919 года

С января по февраль 1917 года деревня находилась в составе Константиновской волости Гдовского уезда.
С 1917 по 1924 год, в составе Засторонского сельсовета Доложской волости.
С 1924 по 1927 год, в составе Заяцковского сельсовета.
С февраля 1927 года, в составе Выскатской волости.
С августа 1927 года, в составе Рудненского района.
С 1928 года, в составе Лужицкого сельсовета. В 1928 году население деревни составляло 132 человека.
По данным 1933 года деревня Хрель входила в состав Лужецкого сельсовета Рудненского района. С 1 августа 1933 года, в составе Осьминского района.
С 1 августа 1941 года по 31 января 1944 года, германская оккупация.
С 1961 года, в составе Лужицкого сельсовета Сланцевского района.
С 1963 года, в составе Лужицкого сельсовета Кингисеппского района.
По состоянию на 1 августа 1965 года деревня Хрель входила в состав Новосельского сельсовета Кингисеппского района. С ноября 1965 года, вновь в составе Новосельского сельсовета Сланцевского района. В 1965 году население деревни составляло 28 человек.
По данным 1973 и 1990 годов деревня Хрель входила в состав Новосельского сельсовета Сланцевского района.
В 1997 году в деревне Хрель Новосельской волости проживали 6 человек, в 2002 году — 12 человек (все русские).
В 2007 году в деревне Хрель Новосельского СП проживали 10 человек, в 2010 году — 11 человек.

## География
Деревня расположена в юго-восточной части района на автодороге 41К-162 (Заручье — Шавково).
Расстояние до административного центра поселения — 11 км.
Расстояние до ближайшей железнодорожной платформы Сланцы — 45 км.
Деревня находится на левом берегу реки Хрелька.

## Демография
| 1862 | 2007 | 2010 | 2017 |
| ---- | ---- | ---- | ---- |
| 98   | ↘10  | ↗11  | ↘7   |